# Duma (miasto)
Duma (arab. ‏دوما‎) – miasto w Syrii, w muhafazie Damaszku, u podnóża gór Antyliban. W spisie powszechnym z 2004 liczyło 110 893 mieszkańców.